# Spoved lučnim bratom
Spoved lučnim bratom je drama Ivana Mraka, ki je bila izdana leta 1972 v samozaložbi v Ljubljani.

## Osebe
- Dr. France Prešeren
- Katra, njegova sestra
- Matija Čop, privid
- Andrej Rudolf, nezakonski sin Andreja Smoleta

## Vsebina

### 1. stopnjevanje
Prešeren je hudo bolan, pravkar je od njega odšel gospod, Katra pa je po duhovnikovem naročilu požgala vse bratove "klamfarije", da bi brata očistila in ga rešila pred peklom. Pesnik se počuti izdan, kliče na pomoč Čopa, nato se v blodnjah pogovarja z njegovo prikaznijo. Najsvetlejša sopotnika sta si bila, vključena v procesijo izdelovalcev svetlobe, ki se vijuga k Praluči od Vergila in Danteja in vseh vekov ... pa ga je Matija izdal, ga pustil samega, na skupni smoter pozabil. Vsi so se razšli, se pod zemljo poskrili, komu naj bi še pel? V blodnjah se pesniku prepletajo spomini, ljubezen in sovraštvo, občutki izdanosti in izdajavskosti: ne ve več, kdo je.

### 2. stopnjevanje
Pri Prešernu je Andrej Rudolf, ušel je iz vojašnice, da bi bil lahko pri ljubljenem stricu. Pesnik ga ima v blodnjah za prijatelja Andreja, tudi z njim se pravda, ga obtožuje in se opravičuje, se odpravlja iskat tisto eno, brez katerega je vse en prazen nič. Je res Matijo s svojo pesmijo v Savo zvabil? In Andrej, ga je res izdal, se z Anastazijem Zelencem, s Turjačani spajdašil? Morda celo z Jeranom, ki ga hoče do tega pripraviti, da bi Anini prostačini ustregel in se poročil, da ne bi bilo greha? Andrej, zakaj se za sinovo podobo skrivaš, kaj imaš za bregom? pa Scheuchenstuel, ta gospodič, ki je Julijo odpeljal v posteljo kariere, družabnega ugleda, praznih čenč in odvratnih poljubov, da se je udušila kot v močvari cvet ... Rudolf je na smrt preplašen, roti strica, naj ga vendar spozna, naj ga vzame s seboj na pot, ko bo ozdravel. Prešeren se smehlja: ej, na to pot gre slehernik gol in čisto sam ... vso kramo sem za seboj pospravil, kar je nisem sam, je postorila Katra, prijatelji pa so me prišli vabit ... Matija se je kot Vergil pri oknu ustavil, Andrej pa se vsaja, prepočasen sem mu. No, no, saj že grem ... Prešeren omahne mrtev, Rudolf pa v solzah kliče: Stric, stric!